# Пенджикент
Пенджикент (на согдийски: pncyknδh; на таджикски: Панҷакент, диал. Панҷакат; на персийски: پنجيكند) е град в Таджикистан, административен център на Пенджикентски район, Согдийска област. Населението на града през 2016 година е 41 200 души (по приблизителна оценка).

## История
Селището е упоменато през 5 век пр.н.е.. През VIII век сл.н.е. е посочен като център на областта Пендж. През 1953 година Пенджикент получава статут на град.

## Население
| Година | Население |
| ------ | --------- |
| 1989   | 27 903    |
| 2000   | 33 000    |
| 2007   | 35 900    |
| 2010   | 38 482    |
| 2016   | 41 200    |